# I Tried
"I Tried" (em português:  Eu Tentei) (também conhecida como "I Tried (So Hard)" é uma canção de hip-hop do grupo Bone Thugs-n-Harmony com participação de Akon, lançada como sendo o primeiro single do álbum Strength & Loyalty. Akon produziu e tem participação na canção. Em 7 de Março de 2007, o videoclipe foi oficialmente lançado no Yahoo! Music e outros sites. A canção entrou nas paradas da Billboard em 7 de Abril de 2007. Ela estreou na posição #82 na Billboard Hot 100 em 14 de Abril de 2007 e conseguiu alcançar a posição #6.

## Faixas
A-side
- "I Tried" (com participação de Akon)
- "I Tried" (Versão "Limpa") –4:51
- "I Tried" (Versão "Suja") –4:51
- "I Tried" (Versão Instrumental) –4:51
- "I Tried" (Versão A Capella) –4:33

B-side
- "Bumps in the Trunk" (com participação de Swizz Beatz)
- "Bumps in the Trunk" (Versão "Suja") –4:26
- "Bumps in the Trunk" (Versão Instrumental) –4:24
- "Bumps in the Trunk" (Versão A Capella) –4:26

## Desempenho nas paradas
| Top (2007)                                            | Melhor posição |
| ----------------------------------------------------- | -------------- |
| Brasil - Hot 100                                      | 16             |
| Canadá - Hot 100                                      | 52             |
| EUA - Billboard Hot 100                               | 6              |
| EUA - Billboard Hot Faixas de Rap [carece de fontes?] | 6              |
| EUA - Billboard Pop 100 [carece de fontes?]           | 8              |
| Nova Zelândia - Parada de Singles RIANZ               | 4              |
| Portugal - Parada de Singles                          | 22             |
| Reino Unido - UK Singles Chart                        | 69             |
| Mundo - United World Chart                            | 24             |